# Satoshi Koga
Satoshi Koga (古賀 聡?, Koga Satoshi; Prefettura di Kanagawa, 12 febbraio 1970) è un ex calciatore giapponese, di ruolo centrocampista.